# Horseshoe Bend National Military Park
Le Horseshoe Bend National Military Park est une aire protégée américaine située dans le comté de Tallapoosa, en Alabama. Établi le 25 juillet 1956, ce parc militaire national protège le site de la bataille de Horseshoe Bend, pendant la guerre Creek. Inscrit au Registre national des lieux historiques depuis le 15 octobre 1966, il est géré par le National Park Service.